# Мартинівка (Кобеляцька міська громада)
Марти́нівка — село в Україні, у Кобеляцькій міській громаді Полтавського району Полтавської області. Населення становить 210 осіб.

## Географія
Село Мартинівка знаходиться біля великого болота урочище Довге Болото, на відстані 1 км від села Бринзи та за 1,5 км від села Литвини.

## Історія
12 червня 2020 року, відповідно до розпорядження Кабінету Міністрів України № 721-р «Про визначення адміністративних центрів та затвердження територій територіальних громад Полтавської області», село увійшло до складу Кобеляцької міської громади.
19 липня 2020 року, в результаті адміністративно - територіальної реформи та ліквідації Кобеляцького району, село увійшло до складу новоутвореного Полтавського району Полтавської області.